# Cantón de Caylus
El cantón de Caylus era una división administrativa francesa, que estaba situada en el departamento de Tarn y Garona y la región de Mediodía-Pirineos.

## Composición
El cantón estaba formado por siete comunas:
- Caylus
- Espinas
- Lacapelle-Livron
- Loze
- Mouillac
- Puylagarde
- Saint-Projet

## Supresión del cantón de Caylus
En aplicación del Decreto n.º 2014-273 de 27 de febrero de 2014, el cantón de Caylus fue suprimido el 22 de marzo de 2015 y sus siete comunas pasaron a formar parte del nuevo cantón de Quercy-Rouergue.